# Heteronyx frenchi
Heteronyx frenchi är en skalbaggsart som beskrevs av Blackburn 1909. Heteronyx frenchi ingår i släktet Heteronyx och familjen Melolonthidae. Inga underarter finns listade i Catalogue of Life.